# ديفيد مانيكس
ديفيد مانيكس (بالإنجليزية: David Mannix)‏ هو لاعب كرة قدم بريطاني في مركز الوسط، ولد في 24 سبتمبر 1985 في Winsford ‏ في المملكة المتحدة. شارك مع منتخب إنجلترا تحت 18 سنة لكرة القدم. أما مع النوادي، فقد لعب مع نادي أكرينغتون ستانلي ونادي تشستر سيتي ونادي ريل ونادي ليفربول.

## وصلات خارجية
- ديفيد مانيكس على موقع اتحاد النرويج (النرويجية)
- ديفيد مانيكس على موقع قاعدة بيانات كرة القدم.إي يو (الإنجليزية)
- ديفيد مانيكس على موقع Soccerbase.com (لاعب) (الإنجليزية)
- ديفيد مانيكس على موقع Soccerway.com (الإنجليزية)